# 誰都不能保護
《誰都不能保護》是一套在2009年1月24日21:00 - 23:10（JST）於富士電視台系列播映的特別電視劇。節目在播映期間採用了出自副聲音的解說廣播及字幕廣播。

## 概要
此電視劇是與其播映日同日公映的電影《誰都不保護》的關連企劃作品。內容講述在電影版的4個月前所發生的事件。
電影《誰都不保護》是以「加害者的保護」的觀點與角度來描述事件，而此劇則是以「受害者的保護」這個與電影相反的觀點與角度來描寫。
在最後部份，螢幕上顯示了「誰都不能保護 以及 誰都不保護」的字幕，也宣傳了電影《誰都不保護》。

## 演員
- 勝浦卓美：佐藤浩市
- 三島省吾：松田龍平
- 尾上令子：木村佳乃
- 坂本一郎：佐野史郎
- 鈴木誠二：羽場裕一
- 大野木康介：森田芳光
- 大熊輝男：大杉漣
- ：藤本美貴
- 男性教師：岩了
- 中原孝二：成宮寬貴
- 尾上敬三：山本圭 等等

## 製作人員
- 企劃：龜山千廣（富士電視台）
- 劇本：君塚良一
- 導演：杉山泰一
- 音樂：村松崇繼
- 監製：臼井裕詞（富士電視台）、種田義彥（富士電視台）
- 策劃：古郡真也（FILM LLP）
- 製作協力：FILM LLP
- 製作：富士電視台

## 關連項目
- 誰都不保護
- 週六Premium

## 外部連結
- 富士電視台週六Premium2009年1月節目介紹頁